# Palpada semicirculus
Palpada semicirculus är en tvåvingeart som först beskrevs av Walker 1852.  Palpada semicirculus ingår i släktet Palpada och familjen blomflugor.
Artens utbredningsområde är Honduras. Inga underarter finns listade i Catalogue of Life.